# Retransmissão de tradução
Uma retransmissão de tradução (translation relay) é uma versão do notório jogo do "telefone sem fio". Neste tipo de retransmissão, o primeiro jogador produz um texto numa determinada linguagem, juntamente com um guia de inferência básico, o qual inclui um vocabulário, uma relação de termos obscuros, possivelmente uma lista de morfemas gramaticais, comentários sobre o significado de palavras difíceis, etc (tudo, menos uma tradução real). O texto é passado para o próximo jogador, que tenta torná-lo compreensível e o converte em sua língua de escolha, repetindo o procedimento e assim por diante. Cada jogador somente conhece a tradução feita por seu predecessor imediato, mas costumeiramente, o/a mestre da retransmissão recolhe todos os textos. A retransmissão termina quando o último jogador repassa a tradução para o primeiro jogador.
A retransmissão de tradução pode ser jogada tanto com línguas naturais quanto com línguas artificiais. A última é feita cerca de duas vezes por ano entre os membros da lista postal da CONLANG. Várias destas têm sido feitas na Zompist BBoard, afiliada à Zompist.com. A experiência obtida nesta lista tem mostrado que o texto tende a vivenciar uma derivação no significado, com a versão final freqüentemente sendo muito diferente do significado original.
As mutações dos textos podem fornecer interessantes informações sobre a cultura por trás da língua (uma cultura ficcional está freqüentemente associada com uma língua artificial ou ser implícita a ela), com os problemas fornecendo alguns constructos sintáticos e alguns atributos morfológicos de uma língua na outra, os conceitos aparentemente "intraduzíveis", e em geral, as dificuldades de tradução.
Na comunidade CONLANG, onze retransmissões de tradução "oficiais" (e umas poucas menores) têm sido jogadas até agora; os resultados destas transmissões são publicados na Web.
Uma versão para um único jogador pode ser jogada usando o Babelfish ou qualquer outro tradutor automático para realizar a tradução, o que acabará (dependendo do software tradutor) por corromper o texto rapidamente.